# O Artilheiro
O Artilheiro foi um jornal brasileiro editado em Porto Alegre durante a Revolução Farroupilha.
Foi um jornal de tendências legalistas, porém fazendo oposição sucessivamente aos governadores José de Araújo Ribeiro e Feliciano Nunes Pires, apesar disso apoiou a Antero José Ferreira de Brito. Iniciou sua circulação em 22 de julho de 1837, encerrando suas atividades em 21 de julho de 1838.
Era impresso na tipografia de Claude Dubreuil.